# Catalina Salmerón
Catalina Salmerón y García (1866-1943) fue una política y feminista española, hija de Nicolás Salmerón.

## Biografía
Nació en 1866. Era hija del político republicano Nicolás Salmerón. Catalina, que en Madrid tuvo su residencia en el número 12 de la calle de la Lealtad, a mediados de la década de 1929 era vicepresidente de Fraternidad Cívica, una asociación de carácter exclusivamente femenino. Feminista, y militante del Partido Republicano Radical Socialista, fue presidenta de honor de la asociación Mujeres contra la Guerra y el Fascismo. En las elecciones de 1933 se presentó como candidata a diputada por la circunscripción de Madrid capital, como integrante del Partido Republicano Radical Socialista Independiente, pero sin éxito. El 8 de marzo de 1936, tras las elecciones de febrero, intervino en un mitin homenaje a la mujer española, celebrado en la plaza de toros de Las Ventas, junto a Dolores Ibárruri y Julia Álvarez Resano. Falleció en 1943.